# Julija Levčenko
Julija Andrïïvna Levčenko (in ucraino Юлія Андріївна Левченко?; Bachmut, 28 novembre 1997) è un'altista ucraina, vice-campionessa mondiale a Londra 2017.

## Biografia
Nella categoria allievi (under 18) ha vinto la medaglia d'oro ai Giochi olimpici giovanili di Nanchino 2014, mentre nella categoria juniores (under 20) è stata medaglia di bronzo ai Mondiali under 20 di Bydgoszcz 2016.
Dopo l'esperienza del 2016 ai Giochi olimpici di Rio de Janeiro, dove non era riuscita a raggiungere la finale del salto in alto, nel marzo del 2017 vince il bronzo agli Europei indoor di Belgrado con la misura di 1,94 m, primato personale al coperto.
Quattro mesi dopo si laurea campionessa europea under 23 a Bydgoszcz 2017 con 1,96 m, davanti alla connazionale Iryna Heraščenko (1,92 m) e all'azzurra Erika Furlani (1,86 m), mentre ad agosto vince la medaglia d'argento ai campionati mondiali di Londra 2017 con una misura di 2,01 m (4 cm oltre la sua miglior misura con cui si era presentata alla manifestazione), alle spalle della russa Marija Lasickene (2,03 m).

## Progressione

### Salto in alto
| Stagione | Misura | Luogo    | Data      | Rank. Mond. |
| -------- | ------ | -------- | --------- | ----------- |
| 2019     | 2,02 m | Minsk    | 10-9-2019 |             |
| 2018     | 1,97 m | Parigi   | 30-6-2018 |             |
| 2017     | 2,01 m | Londra   | 12-8-2017 |             |
| 2016     | 1,95 m | Luc'k    | 17-6-2016 | 15ª         |
| 2015     | 1,92 m | Charkiv  | 16-6-2015 | 16ª         |
| 2014     | 1,89 m | Nanchino | 24-8-2014 | 52ª         |
| 2013     | 1,77 m | Charkiv  | 22-6-2013 | –           |

### Salto in alto indoor
| Stagione | Misura | Luogo     | Data      | Rank. Mond. |
| -------- | ------ | --------- | --------- | ----------- |
| 2016/17  | 1,94 m | Belgrado  | 4-3-2017  | 5ª          |
| 2015/16  | 1,89 m | Kiev      | 9-1-2016  | 28ª         |
| 2014/15  | 1,87 m | Hustopeče | 24-1-2015 | 38ª         |
| 2013/14  | 1,85 m | Kiev      | 11-7-2014 | 67ª         |

## Palmarès
| Anno | Manifestazione      | Sede           | Evento        | Risultato      | Prestazione | Note                                     |
| ---- | ------------------- | -------------- | ------------- | -------------- | ----------- | ---------------------------------------- |
| 2013 | Mondiali U18        | Donec'k        | Salto in alto | 13ª            | 1,70 m      |                                          |
| 2014 | Olimpiadi giovanili | Nanchino       | Salto in alto | Oro            | 1,89 m      | Miglior prestazione personale            |
| 2015 | Europei U20         | Eskilstuna     | Salto in alto | 6ª             | 1,83 m      |                                          |
| 2015 | Mondiali            | Pechino        | Salto in alto | 24ª (q)        | 1,85 m      |                                          |
| 2016 | Mondiali U20        | Bydgoszcz      | Salto in alto | Bronzo         | 1,86 m      |                                          |
| 2016 | Giochi olimpici     | Rio de Janeiro | Salto in alto | 19ª (q)        | 1,92 m      |                                          |
| 2017 | Europei indoor      | Belgrado       | Salto in alto | Bronzo         | 1,94 m      | Miglior prestazione personale            |
| 2017 | Europei U23         | Bydgoszcz      | Salto in alto | Oro            | 1,96 m      |                                          |
| 2017 | Mondiali            | Londra         | Salto in alto | Argento        | 2,01 m      | Miglior prestazione personale            |
| 2018 | Mondiali indoor     | Birmingham     | Salto in alto | 5ª             | 1,89 m      |                                          |
| 2018 | Europei             | Berlino        | Salto in alto | 9ª             | 1,91 m      |                                          |
| 2019 | Europei indoor      | Glasgow        | Salto in alto | Argento        | 1,99 m      |                                          |
| 2019 | Europei U23         | Gävle          | Salto in alto | Oro            | 1,97 m      |                                          |
| 2019 | Mondiali            | Doha           | Salto in alto | 4ª             | 2,00 m      |                                          |
| 2021 | Europei indoor      | Toruń          | Salto in alto | 4ª             | 1,94 m      |                                          |
| 2021 | Giochi olimpici     | Tokyo          | Salto in alto | 8ª             | 1,96 m      | Miglior prestazione personale stagionale |
| 2022 | Mondiali            | Eugene         | Salto in alto | 15ª (q)        | 1,90 m      |                                          |
| 2022 | Europei             | Monaco         | Salto in alto | 9ª             | 1,87 m      |                                          |
| 2023 | Europei indoor      | Istanbul       | Salto in alto | 5ª             | 1,94 m      |                                          |
| 2023 | Mondiali            | Budapest       | Salto in alto | 17ª (q)        | 1,89 m      |                                          |
| 2024 | Mondiali indoor     | Glasgow        | Salto in alto | 9ª             | 1,84 m      |                                          |
| 2024 | Europei             | Roma           | Salto in alto | 23ª (q)        | 1,85 m      |                                          |
| 2024 | Giochi olimpici     | Parigi         | Salto in alto | Qualificazione | nm          |                                          |

## Riconoscimenti
- Atleta europea emergente dell'anno (2017)